# Chat marsupial moucheté
Dasyurus viverrinus
Espèce
Statut de conservation UICN

 EN A2b : En danger
Répartition géographique
Le chat marsupial moucheté ou chat marsupial tacheté ou martre marsupiale (Dasyurus viverrinus, en anglais Eastern Quoll ou Eastern Native Cat), est une espèce de marsupiaux carnivores du genre Dasyurus que l'on rencontre en Australie. Il est considéré comme disparu sur le continent mais il reste relativement abondant en Tasmanie en raison de l'absence de dingos et de renards. C'est l'une des six espèces de Dasyurus restantes.

## Description
Il est de la taille d'un petit chat domestique avec une longueur moyenne de 60 cm et un poids de 1,3& kg. Sa fourrure épaisse varie du beige clair à un brun presque noir et est parsemée de taches blanches sauf sur le ventre et la queue. Il se distingue du chat marsupial à queue tachetée par sa corpulence plus mince, son museau plus pointu et l'absence de taches sur la queue.

## Mode de vie
C'est un carnivore solitaire, chassant la nuit des insectes et des petits mammifères. Il peut aller disputer sa nourriture au diable de Tasmanie, beaucoup plus gros que lui.

## Reproduction
La saison des amours commence au début de l'hiver et la femelle peut donner naissance jusqu'à 30 petits mais seuls ceux qui pourront s'accrocher à l'une des six mamelles de la mère survivront. Le sevrage se fait à 10 semaines et les jeunes restent au nid pendant que la mère chasse.
Il est mature sexuellement au bout d'un an, mais il ne peut se reproduire que pendant un ou deux ans. La durée de vie de cet animal est de 6 ans.

## Galerie

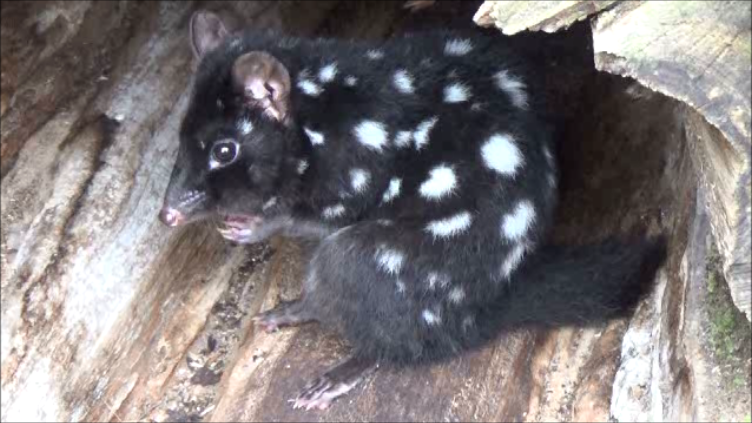
Ménagerie du jardin des plantes de Paris/France
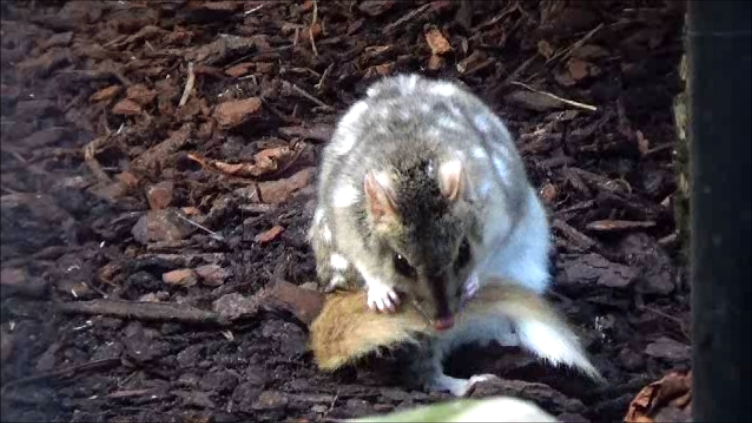
Ménagerie du jardin des plantes de Paris/France
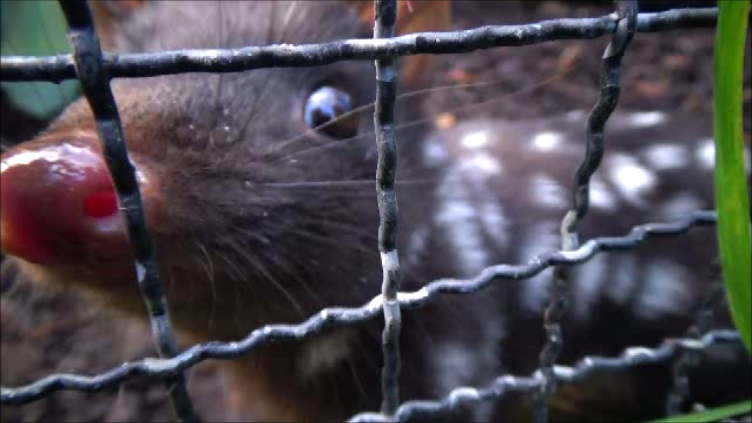
Ménagerie du jardin des plantes de Paris/France
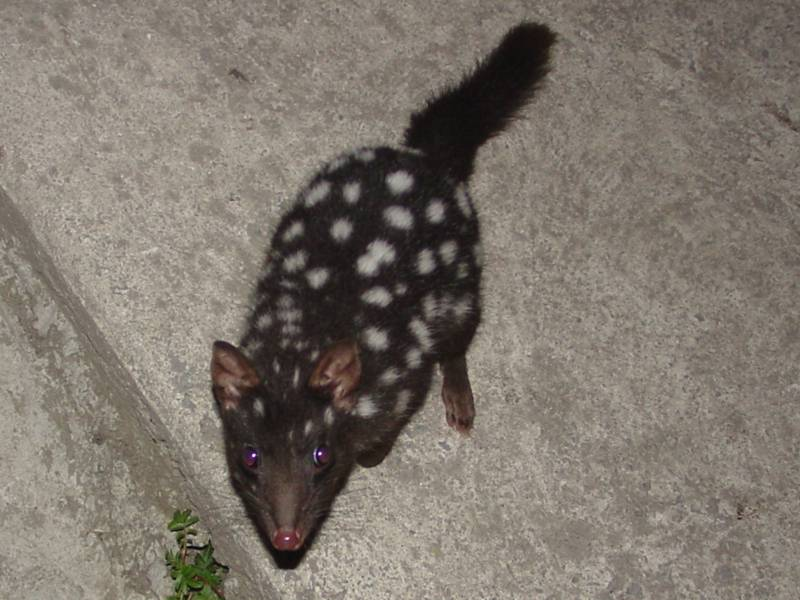
Chat marsupial moucheté à l'extérieur d'une maison.
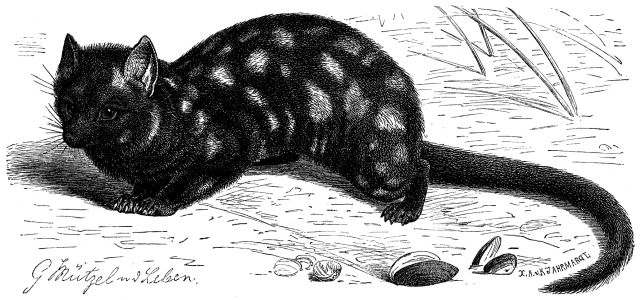
Dessin
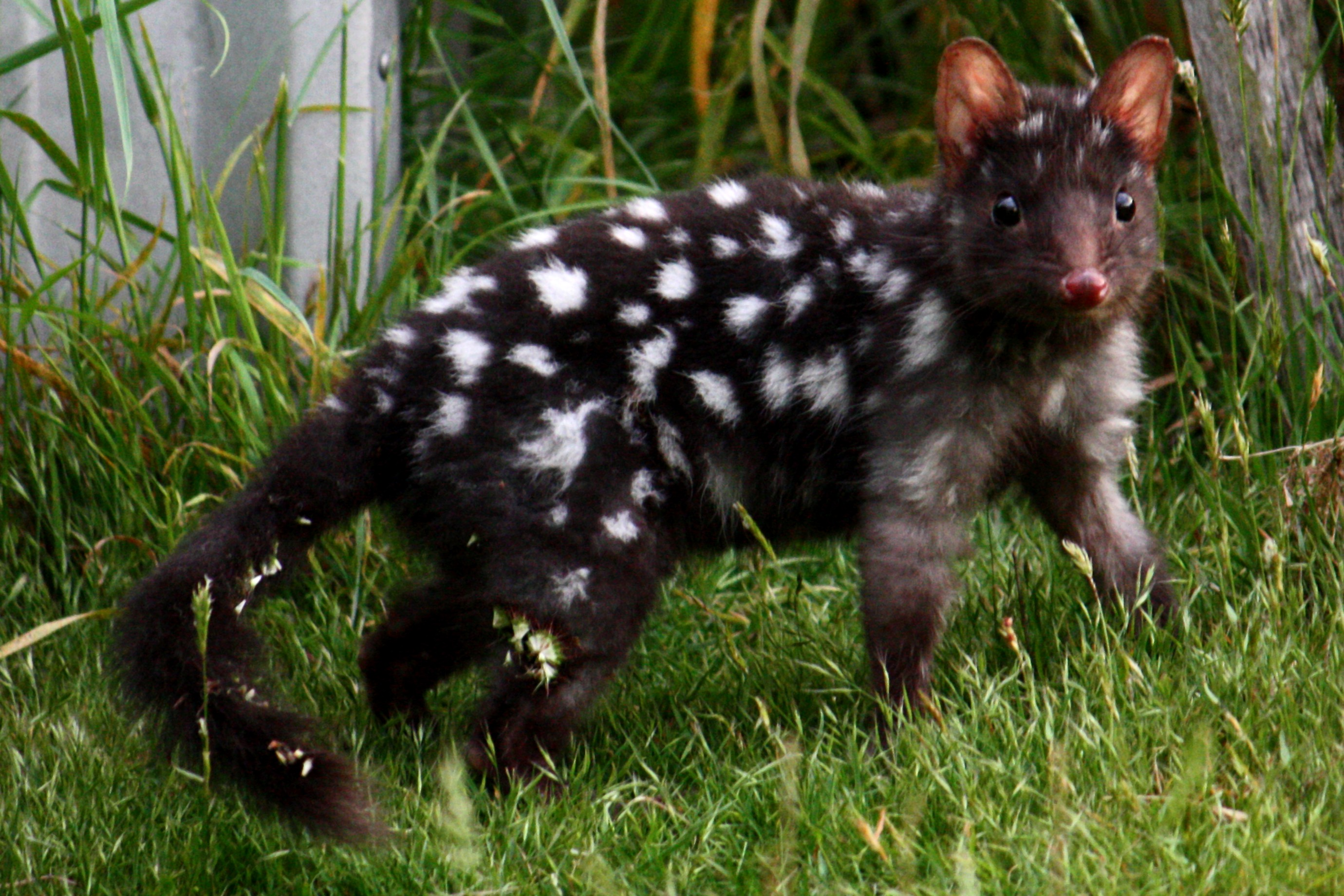
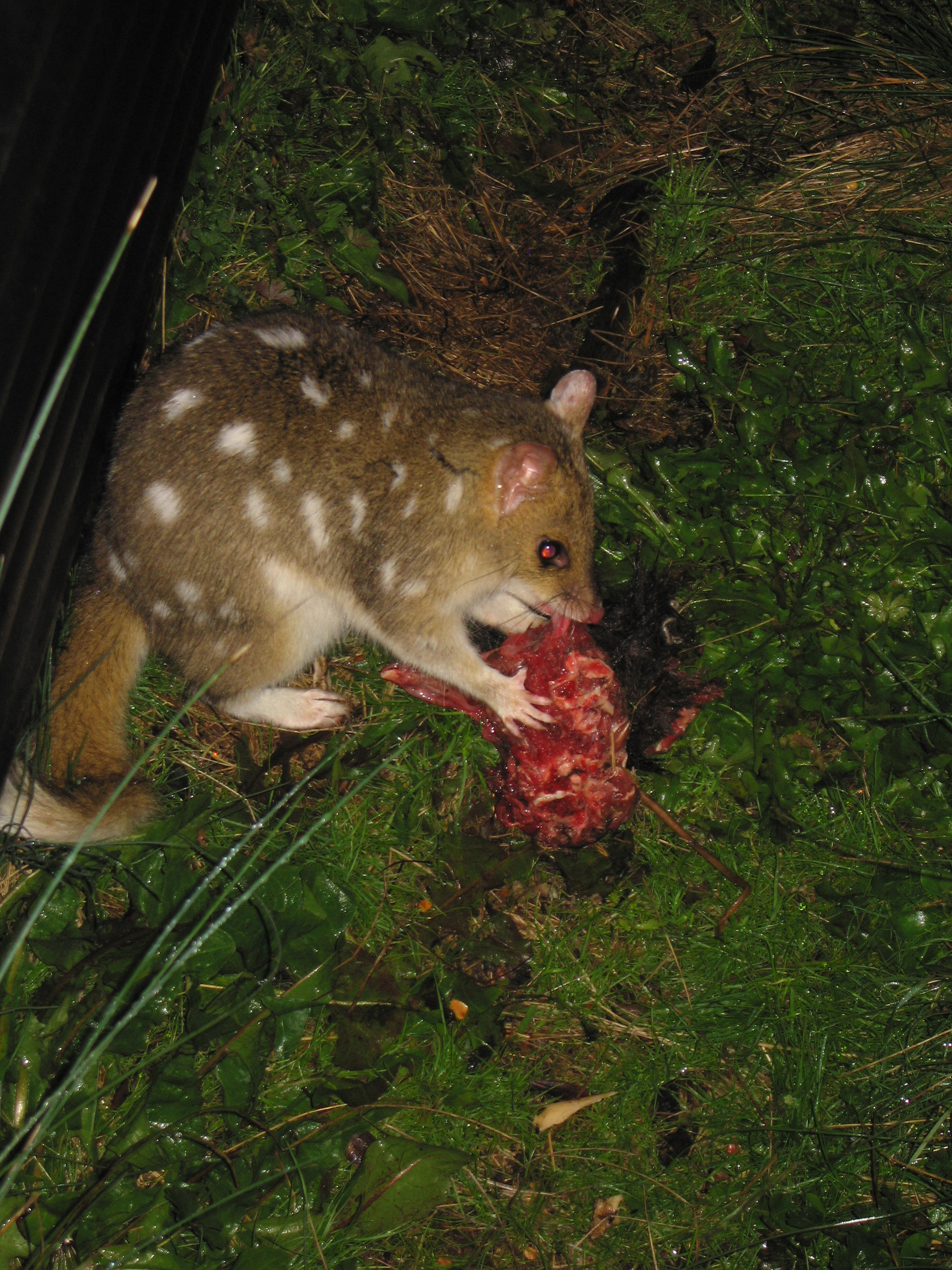
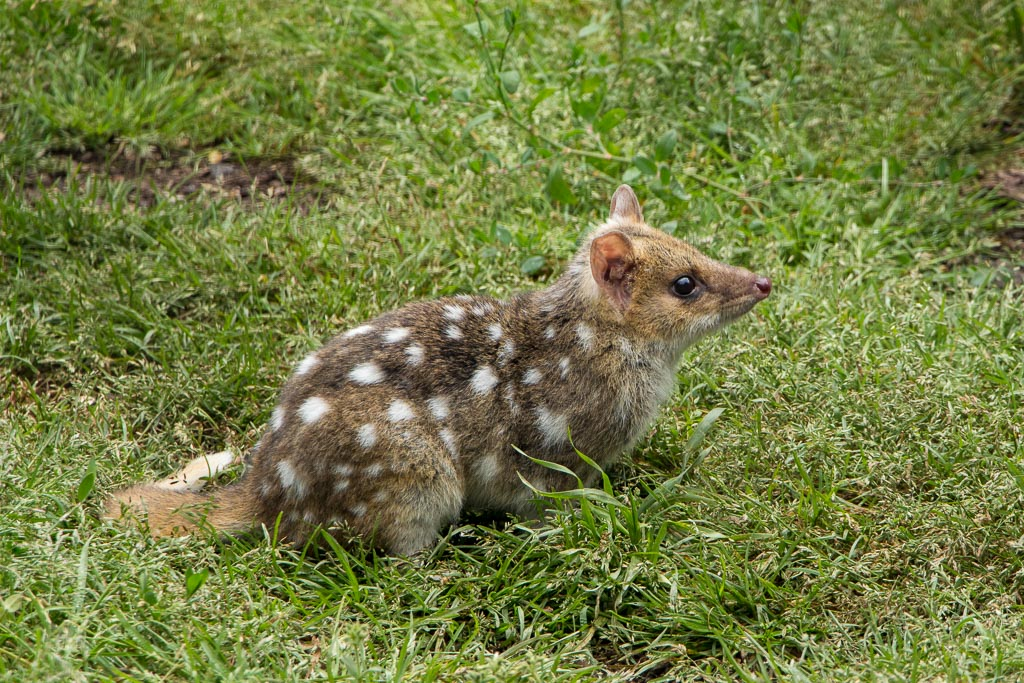
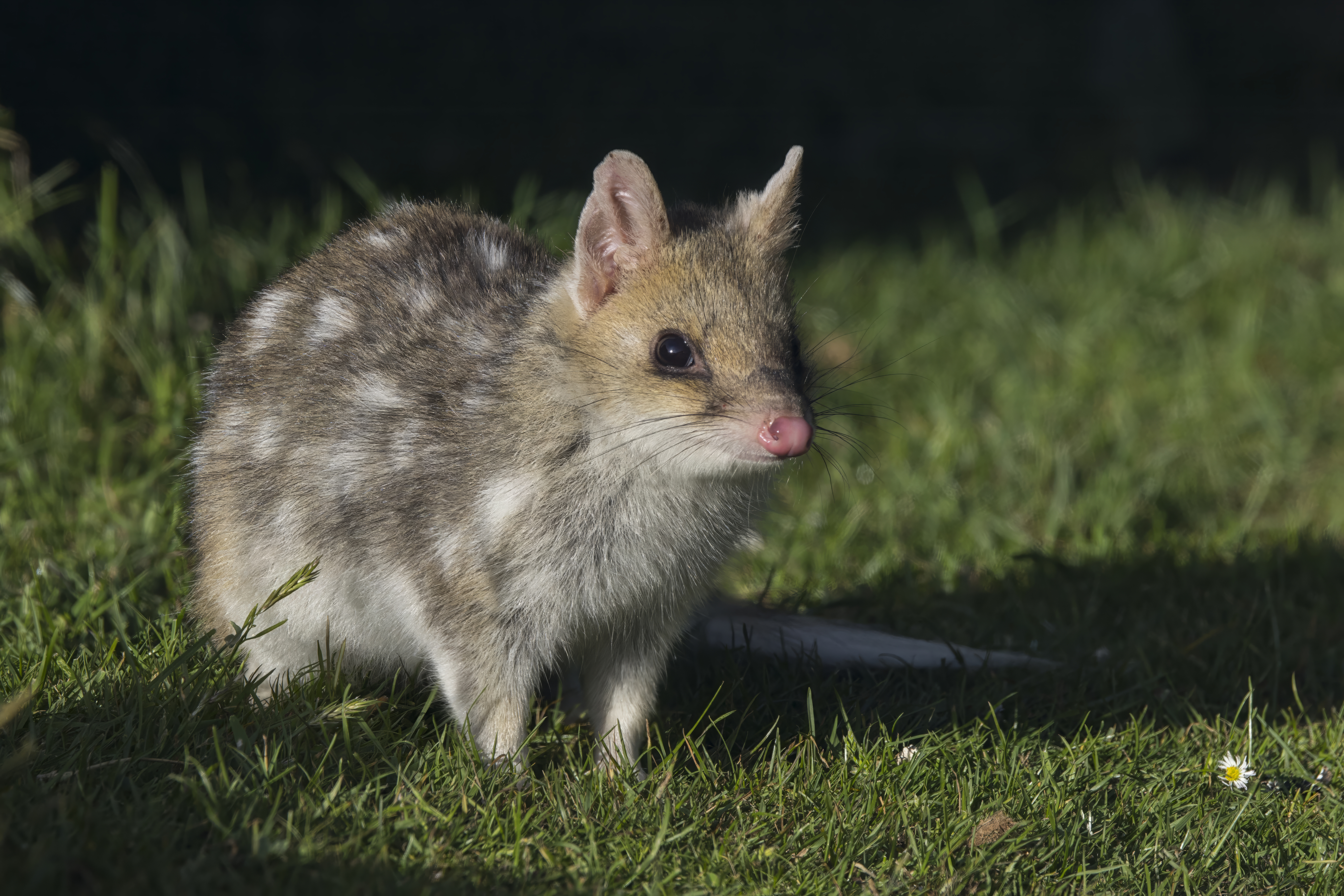
Chat marsupial moucheté au Conseil de Dorset en Tasmanie. Novembre 2023.